# Битва за Веррьерский хребет
Битва за Веррьерский хребет (англ. Battle of Verrières Ridge) — одно из сражений в ходе Нормандской операции во время Второй мировой войны. Сражение стало частью совместной британской и канадской операции по освобождению Кана в период 19—25 июля 1944 году, будучи частью операции «Атлантика» (18—21 июля) и операции «Весна» (25—27 июля).
Со стороны союзных войск принимали участие две канадские пехотные дивизии с огневой поддержкой от 2-й канадской бронетанковой бригады. Со стороны Германии были соединения трех немецких танковой и одной пехотной дивизии.
Ближайшей целью союзников был Веррьерский хребет — пояс возвышенностей который простирался от Кана до Фалеза. Гребень был хорошо укреплен закаленными в боях немецкими боевыми частями, которые отступили от Кана и окопались, чтобы сформировать сильную оборонительную позицию. В течение шести дней многочисленные канадские и британские войска предпринимали неоднократные попытки захватить хребет, но умелое и упорное сопротивление немецких войск, а также сильные и эффективные контрудары танковых частей заставляло части союзников отступать с большими потерями.
Для 1-й канадской армии бой закончился тактическим и стратегическим просчетами, наиболее заметным из которых являет наступление Королевского горного полка («Черная стража») вооруженных сил Канады 25 июля 1944 года. Эта атака привела к самым высоким суточным потерям для канадских вооруженных сил с времен Дьеппский рейд 1942 года. Она стала одной из самых спорных и критически проанализированым событием в канадской военной истории.

## Предшествующие события
Веррьерский хребет расположен в 8 км к югу от города Кан, с видом на широкие равнины и возвышающийся над окрестностями между городами Кан и Фалез. Главной задачей для союзников после высадки в Нормандии было быстрое продвижение вглубь Франции, но эти планы были сорваны упорной немецкой обороной около Кана и начавшейся позиционной войной до первой недели июля 1944 года. 9 июля в результате операции Чарнвуд союзным частям удалось захватить северную часть города Кан, но сопротивление 1-го танкового корпуса СС под командованием обергруппенфюрера СС Йозефа Дитриха не позволили развить успех. Неделю спустя, во время операции «Гудвуд» британские войска 19 июля 1944 года освободили Кан, к этому времени значительной степени разрушенный. Следующей целью для англо-канадский боевых соединений был город Фалез, но войска СС и вермахт укрепившись на Веррьерском хребте стояли у них на пути. Части 2-й британской армии захватили коммуну Бургебюс, прилегающую к хребту, но продвинуться дальше уже не смогли.

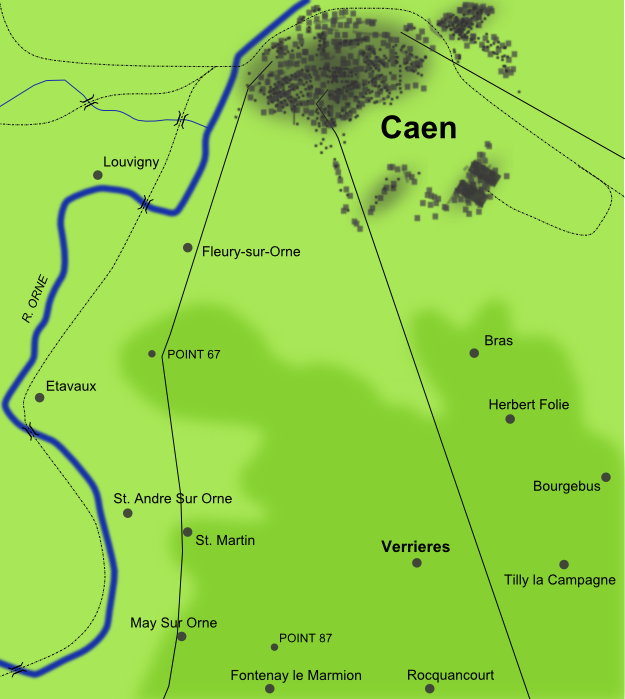
Расположение Веррьерского хребта и его окрестностей

## Силы сторон

### Союзники
- Канада: 2-й канадский корпус (командующий: генерал-лейтенант Гай Симондс) в состове имел две пехотные дивизии и одну бронетанковую бригаду к началу наступления на немецкие позиции вокруг хребта. 3-я канадская пехотная дивизия понесла тяжелые потери в течение первых шести недель Нормандской кампании и выполняла уже только вспомогательную роль в боевых действиях. Основной наступательной силой стали свежая, хотя и сравнительно неопытная, 2-я канадская пехотная дивизия, вместе с танками 2-й канадской бронетанковой бригады.

- Великобритания: принимала участие под конец сражения силами в трех дивизий 1-го британского корпуса: 51-я пехотная дивизия, Гвардейская бронетанковая дивизия, 7-я бронетанковая дивизия. Несмотря на то, что британские силы имели значительно больше боевого опыта, чем их канадские коллеги, они имели незначительную роль в этой битве.

### Германия
В то время как британские войска сражались за Кан, боевые соединения 1-го танкового корпуса СС по командованием Дитриха часть сил группы армии В под управлением Клюге приступили к созданию оборонительных позиции. Хотя и не особенно высокий, топографически хребет обеспечивал немецким частям огневой контроль над противником через реку Орн и из близлежащей деревни Санкт-Мартин.
- Немцы располагали мощными боевыми соединениями: 12-я танковая дивизия СС и 1-я танковая дивизия СС, которые удерживали хребет при поддержке артиллерии, минометов, вкопанных танков «Тигр». 9-я танковая дивизия СС находилась в резерве. В течение битвы прибывало подкрепление в составе: 272-й Гренадерской пехотной дивизии (состоящей в основном из русских и польских коллаборационистов, набранных в 1943 году), 116-й танковой дивизии и батальона танков «Тигр».

## Битва

### Атака горцев Калгари
После завершения операции «Гудвуд» 19 июля 1944 года горцы Калгари предприняли попытку захватить северный отрог хребта, однако немецкий минометный огонь остановил их продвижение. Танки Шербруских гусаров были переброшены для поддержки горцев и ликвидировали несколько огневных позиций немцев по обе стороны от точки 67. Горцам в конце концов удалось закрепиться на захваченных позициях, несмотря на точечный ответный огонь противника. В течение следующих нескольких часов они укрепили свои позиции, а 5-я и 6-я канадские пехотные бригады предприняли неоднократные попытки прорвать немецкую оборону, но все атаки были отбиты с большими потерями для союзников. Симондс срочно подготовил новое наступление с целью захвата как восточной стороны реки Орн, так и главных склонов хребта.

### Операция «Атлантика»
20 июля 1944 года началась операция «Атлантика». В сражении участвовали Южный Саскачеванский полк при поддержке подразделений из Камеронских горцев. Рано утром 20 июля горцы заняли позицию в Сент-Андре-сюр-Орне, но были быстро контратакованы и выбиты немецкой пехотой и танками. В то же время Южный Саскачеванский полк двигался непосредственно вверх по склонам хребта Веррьер при поддержке танков и штурмовиков Hawker Typhoon. Канадская атака прекратилась в связи с проливными дождями, которые сделали поддержку с воздуха бесполезной и превратил землю в труднопроходимую грязь. Контратаки двух танковых дивизий отбросили Южный Саскачеванский полк назад на исходные позиции, вспомогательный батальон (шотландский Эссекс) так же подвергся атаке немцев. Шотландский Эссекс потерял более 300 человек, пытаясь сдержать продвижение 12-й танковой дивизии СС, в то время как на востоке часть сил 1-го танкового корпуса СС наступала на позиции британских войск, занятые во время операции «Гудвуд». К концу дня Южный Саскачеванский полк потерял убитыми 282 солдата. Хребет оставался в руках немцев.

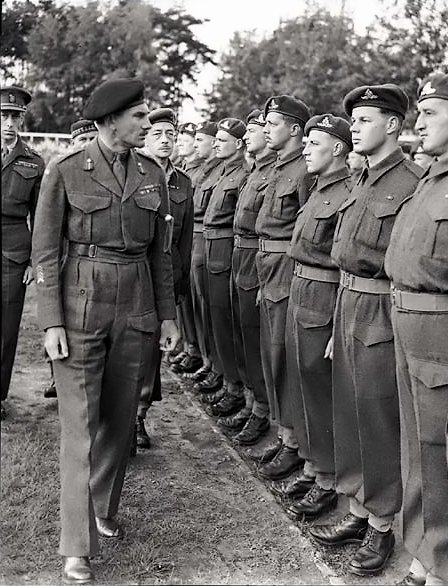
Генерал-лейтенант Гай Саймондс во время инспекции войск

Несмотря на эти неудачи, Симондс был непреклонен в том, что хребет Веррьер должен быть взят и отправил «Черную стражу» и Калгарских горцев для стабилизации ситуации. Незначительные контратаки обоих соединений 21 июля 1944 года сумели сдержать бронетанковые формирования Дитриха, и к тому времени, когда операция была отменена, канадские силы удерживали несколько опорных пунктов на хребте, включая безопасную позицию на точке 67. Четыре немецкие дивизии все ещё удерживали хребет. В целом, в результате операции «Атлантика» в районе Веррьерского хребта погибло более 1300 солдат союзников.

### Операция «Весна»
С захватом Кана 19 июля 1944 года англо-канадский прорыв немецкой обороны во Франции стал стратегически осуществимым. В американском секторе генерал-лейтенант Брэдли (командующий 1-й армии США) планировал свой собственный прорыв (под кодовым названием операция «Кобра»), и Саймондс тоже начал подготовку нового наступления под кодовым названием операция «Весна». «Весна» была первоначально задумана фельдмаршалом Монтгомери как атака, призванная сковать немецкие силы. Однако 22 июля 1944 года, когда операция «Атлантика» не смогла достичь своих целей, Симондс изменил цель операции «Весна» как наступление с целью прорыва обороны. С захватом хребта Веррьер Симондс мог совершать бронетанковые атаки и артиллерийские обстрелы немецких позиций с Южного фланга. Это позволило бы очистить дорогу Кан — Фалез и две британские бронетанковые дивизии могли бы продвинуться на юг до Фалеза.
Операция «Весна» разделена на четыре строго синхронизированных фазы. Горцы Калгари будут атаковать хребет Бургебас и Май-сюр-Орн, чтобы обезопасить фланги главного удара. «Черная стража» при огневой поддержке 7-й британской бронетанковой дивизии и 4-й канадской бронетанковой дивизии наступает на Веррьерский хребет.

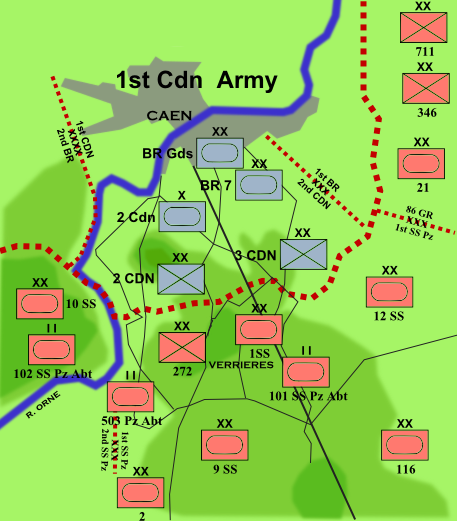
Расположение союзных и немецких войск на момент начала операции «Весна»

План предусматривал начало наступления 23 июля 1944 года, но плохая погода привела к отсрочке на 48 часов. Воспользовавшись этой передышкой, 1-й танковый корпус СС усилил хребет дополнительными четырьмя батальонами пехоты, 480 танками и 500 орудиями и минометами. Союзная разведка узнала об этом подкреплении через дешифровальную машину «Ультра» британской разведки, которая перехватывала и сообщала разведданные штаб-квартире Саймондса.
25 июля 1944 года, на два дня позже, чем первоначально планировалось, была начата операция «Весна». «Черная стража» должны была начать атаку примерно в 05:30 со сборочного участка в Сен-Мартене, в 6 км к югу от Кана. Канадцы столкнулись с сильным немецким сопротивлением на дороге Сен-Мартен и не прибыли в их район сбора после 08:00. К тому времени двое старших офицеров «Черной стражи» были убиты, и командование перешло на майора Фила Гриффина. В 08:30 он встретился с командиром 5-й бригады Бригадным генералом Дж. Мегилландом. Несмотря на отсутствие обещанной огневой поддержки было принято решение о продолжении наступления.
В 09:30 канадские пехотные полки продвигались вверх по хребту, стали легкими мишенями для хорошо укрепленных немецких пулеметных гнезд и минометных позиций, поддерживаемых танками, 88-мм зенитными орудиями и реактивными установками Nebelwerfer. Атака союзников захлебнулась течение нескольких минут после её начала. Очень немногие солдаты «Черной стражи» удалось добраться до гребня хребта и те, кто не подверглись ещё более тяжелым огневым сопротивлением немцев, как они столкнулись с силами контратакующего 272 пехотной дивизии дивизии вермахта и боевой группы СС Штрец (частью 9-й танковой дивизии СС). Из 325 человек, покинувших район сбора перед атакой, 315 были убиты, ранены или взяты в плен. «Черная стража» потеряли всех своих старших командиров, включая майора Фила Гриффина, а две роты были практически полностью уничтожены. Это был самый дорогой день для канадского батальона со времен рейда Дьеппа 1942 года.

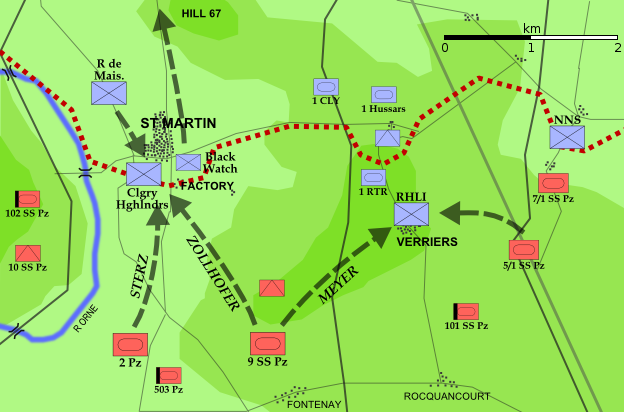
Немецкая контратака во время операции «Весна» 25—26 июля 1944 года

## Последствия
Все достижения «Черной стражи» и горцев Калгари были потеряны в результате немецких контратак, которые принесли силам союзников тяжелые потери. «Черная стража» была выведена с фронта на переформирование из-за высоких потерь. Центральная область хребта возле деревни Веррьер в конечном итоге была захвачена и удерживалась легким канадским пехотным батальоном Королевство Гамильтон. Восточная сторона хребта также была занята, но впоследствии потеряна, хотя две британские бронетанковые бригады смогли создать опорные пункты вблизи позиций легкого пехотного батальона Королевство Гамильтон. Провал операции по захвату хребет мало повлияла на общую ситуацию на фронте во Франции, так как успех операции «Кобра» был настолько ошеломляющим, что немцы перебросили значительные силы, включая две танковые дивизии, от хребта в попытке остановить наступающие силы генерала Брэдли. В результате оборона хребта была ослаблена и последующее наступление 8 августа 1944 года привела к его полному освобождению.

## Потери

#### Союзники
- Операция «Атлантика»: 1349 солдат, включая около 300 убитых.

- Операция «Весна»: около 500 убитых и 1000 пленных или раненых солдат.

#### Германия
В период с 16 июля по 1 августа: 1-я танковая дивизия СС потеряла 1092 солдата убитыми, ранеными или захваченными в плен, 11 танков Panzer IV и 10 самоходных орудий Sturmgeschütz III в боях на всем участке Западного фронта, включая Веррьер. За аналогичный период 12-я танковая дивизия СС во всех секторах понесла только 134 солдата убитыми, раненными и попавшими в плен. Эти данные приводит военный историк Майкл Рейнольдс.